# Marc Robert
Pour les articles homonymes, voir Robert.
Marc Robert est un acteur français né le 25 janvier 1973 à Villeneuve-Saint-Georges (Val-de-Marne)

## Biographie
Il obtient un prix d'interprétation collectif en tant que meilleur second rôle masculin pour Ni le ciel ni la terre au Festival Jean-Carmet 2015.

## Filmographie
- 2004 : Nos amis les flics
- 2004 : Un long dimanche de fiançailles
- 2005 : Joyeux Noël
- 2005 : Écorchés
- 2005 : Munich
- 2006 : Babel
- 2007 : Pars vite et reviens tard
- 2008 : Agathe Cléry
- 2011 : L'Assaut
- 2014 : 24 jours
- 2015 : Ni le ciel ni la terre
- 2016 : Meurtres sur le lac Léman (téléfilm)
- 2017 : Mon garçon
- 2018 : Nos batailles
- 2020 : Les Blagues de Toto
- 2023 : Tant que le soleil frappe
- 2023 : L'Établi de Mathias Gokalp :  médecin de l'usine
- 2024 : Frères de Olivier Casas : Monsieur Léandri